# Новосёлки (Житомирская область)
Новосёлки (укр. Новосілки) — село на Украине, основано в 1652 году, находится в Овручском районе Житомирской области.
Код КОАТУУ — 1824286505. Население по переписи 2001 года составляет 44 человека. Почтовый индекс — 11160. Телефонный код — 4148. Занимает площадь 0,324 км².

## Адрес местного совета
11160, Житомирская область, Овручский р-н, с.Раковщина